# リアム・ペイン
リアム・ジェームス・ペイン（Liam James Payne, 1993年8月29日 - 2024年10月16日）は、イングランドの歌手。イギリスのボーイズグループ、ワン・ダイレクションのメンバー。身長178cm。

## 経歴
ウルヴァーハンプトンにて、組立工の父ジェフと母カレンの間に生まれた。2人の姉がいる。10代のころは体が弱く、腎臓などの問題のため病院で過ごすことが多かった。病気がちな身体を鍛えるために、将来の夢はマラソンランナーになることであった。しかし習っていたピアノが面白く徐々にそちらへ傾倒していき、音楽系のカレッジに進んだ。その後ワン・ダイレクションとしてデビューすることとなった。
2015年にはゲイ雑誌『アティテュード』の表紙を飾り、ワン・ダイレクション休止後初のソロ・インタビューに応じている。
ワン・ダイレクションの活動休止後はソロ活動を行なっており、2019年には下着メーカーのHUGOと提携を結ぶ。HUGOの広告では下着姿のほか、一糸まとわぬフルヌードなどで登場し、これについてリアムは「撮影が終わって外で煙草を吸っているとき、これはソフトコア・ポルノを撮ったのと大筋は一緒じゃないかという気持ちになった」と語った。翌年も引き続きキャンペーンに登場し、新たな撮影を行っている。

## 死去
2024年10月16日、同じくワン・ダイレクションのメンバーのナイル・ホーランのライブを見るために滞在していたアルゼンチンのブエノスアイレスのホテルにて3階バルコニーから転落し、死去。31歳没。「薬物かアルコールの影響下にある男が暴れている」との緊急通報を受け、警察が駆け付けたところ、既に転落していたという。また室内には抗不安薬のクロナゼパムを含む複数の錠剤が見つかっており、遺体が発見されたホテルの庭にはウイスキーボトルが見つかっている。ABCニュースほか米メディアは、検死の結果、体内から「ピンクコカイン」と呼ばれるメタンフェタミンや麻酔薬のケタミン、合成麻薬MDMAなどの混合薬物が検出されたと報道。さらに、クラックや抗不安薬のベンゾジアゼピンも検出物リストに含まれていたとしている。現地の安全保障省は、本件が自殺か事件によるものなのか調査中のためコメントを差し控えている。
死去の数時間前にホテルのロビーで、女性と口論している姿が同ホテルに滞在していたアメリカ国籍の親子に目撃されている。目撃情報によると、リアムは女性に対して「 I’ll give you $20,000 dollars just because I can. I have $55 million and I like to help people.」〔ママ〕と繰り返し発言していた。
リアムの転落死を受け、ワン・ダイレクションのメンバーは合同で追悼メッセージを公開。「リアムの訃報を聞き、完全に打ちのめされています。時が経ち、可能になればもっと話せることがあるでしょう。でも今は心から愛していた兄弟を失ったことを悲しみ、心の整理がつくまでしばらく時間をとるつもりです。彼と分かち合った思い出は一生の宝物です」と彼を偲んだ。その後メンバーは個々にリアムへのメッセージを出している。

## 私生活
シェリル・コールとの間に2017年に誕生した息子のベアーがいる が、コールとは2018年に別れている。
アルコール依存症と希死念慮との闘いをインタビューで公にしており、2023年には3か月以上の禁酒に成功したことを語っていた。
2019年にナオミ・キャンベルと交際。2020年にモデルと婚約したが2022年に破談し、その後はインフルエンサーのケイト・キャシディーと交際していた。
同性婚への支持を表明しており、「色んなことが受け入れられる世の中になってきているのに、一定の国々は次に進もうとしない」と語っていた。
イングランドのサリーに520万ポンド（約10億円）の豪邸、ロサンゼルスに1075万ドル（約16億円）の豪邸を所有していた。

## エピソード
右腕に入れたタトゥーは、同じ方向（One direction）を向いた4つの矢印になっており、自分以外のメンバー4人を表すものである。